# Salderingsregeling zonnepanelen

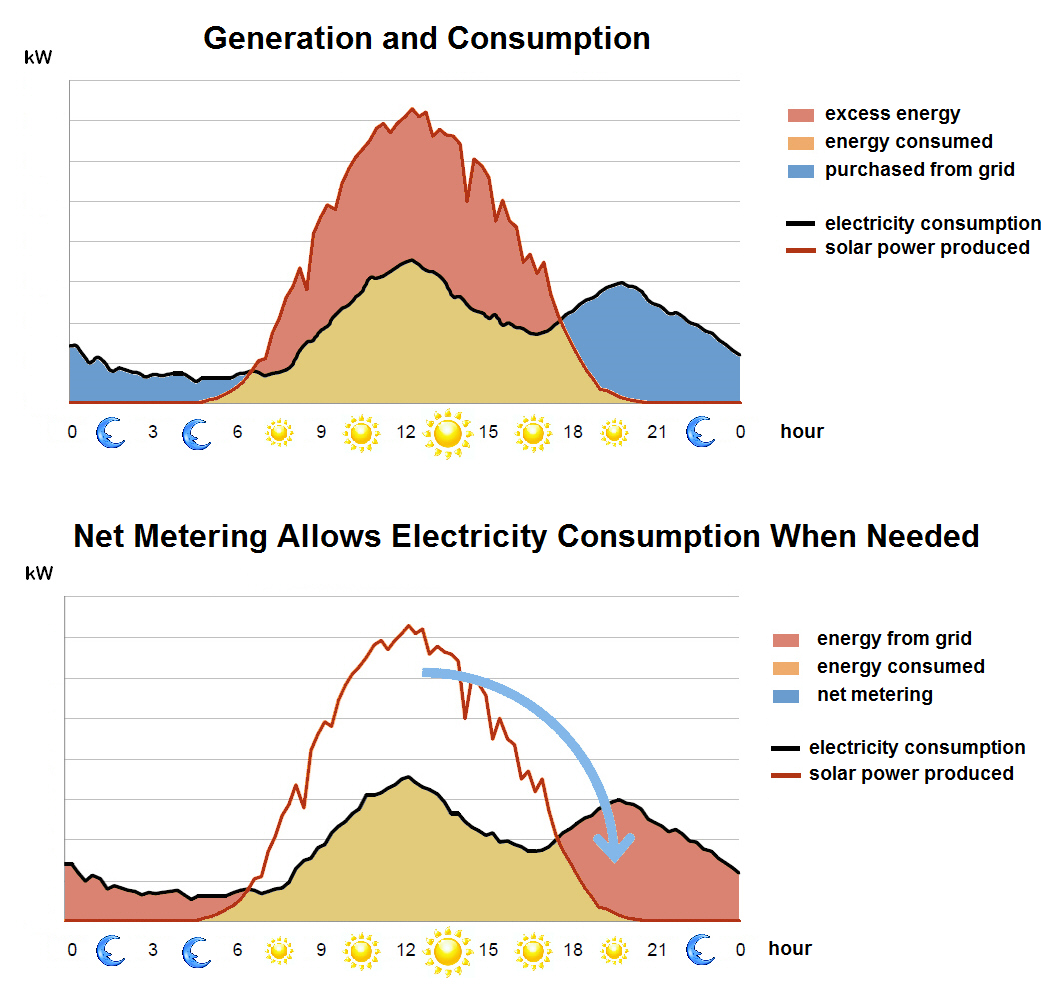
Voorbeeld van salderen: dagoverschot 's nachts gebruiken

Salderen van energieverbruik oftewel de salderingsregeling houdt in dat van een kleinverbruiker met zonnepanelen (PV-panelen) de aan het elektriciteitsnet teruggeleverde stroom verrekend wordt met de zelf verbruikte stroom. Deze regeling is dus voordelig want over de gesaldeerde kWh's betaalt hij immers ook geen energiebelasting, opslag duurzame energie (ODE), btw, transportkosten of (fictieve) opslagkosten. Dankzij deze regeling is er (voorlopig) geen financieel verschil tussen (de analoge ferraris) elektriciteitsmeter die bij teruglevering terug draait, en de digitale meter en de slimme meter die afname en teruglevering apart registreren.
De regeling is in 2004 officieel ingevoerd in Nederland. Daarvóór werd saldering al zonder wettelijke grondslag feitelijk bereikt door het gebruik van een meter die terugdraait als de klant elektriciteit levert aan het net.
Levert een kleinverbruiker in een jaar meer kWh's dan dat hij in dat jaar zelf verbruikt, dan ontvangt hij over die netto-levering van zijn energieleverancier een terugleververgoeding. Dit niet te verwarren met de terugleversubsidie van minister Wiebes waarmee hij vanaf 2021 de salderingsregeling aanvankelijk had willen vervangen.
Deze saldering is geregeld in artikel 31c van de Elektriciteitswet 1998 en artikel 50, tweede lid, van de Wet belastingen op milieugrondslag.
Per 2027 wordt de salderingsregeling afgeschaft.

## Situatie België
In België is nooit een algemene salderingsregeling ingevoerd. Eigenaren van zonnepanelen die voor 2021 geïnstalleerd zijn mogen een analoge ferrarismeter blijven gebruiken tot 2025, en kunnen dus tot die tijd de facto salderen. Voor zonnepaneelinstallaties van na 2021 is een digitale meter verplicht en is salderen niet mogelijk. Sinds 2025 is een digitale meter ook voor alle bestaande zonnepaneelinstallaties verplicht, en is salderen dus voor niemand meer mogelijk.
De rest van dit artikel is van toepassing op de situatie in Nederland.

## Voorwaarden voor salderen
- Een afnemer (in dit artikel is dat een consument met een aansluiting tot en met maximaal 3 × 80 A) mag het momentane overschot van zijn zelf opgewekte elektriciteit terugleveren aan het net en op jaarbasis verrekenen met de op een ander moment uit het elektriciteitsnet afgenomen elektriciteit, tegen hetzelfde tarief.[2][3] Als er meer dan het eigen verbruik wordt opgewekt moet voor het meerdere een ´reële vergoeding´ worden betaald die in de praktijk neerkomt op de kale stroomprijs.
- De afnemer hoeft niet terug te leveren via een kilowattuurmeter met aparte terugleverregistratie (een digitale of slimme meter is dus niet verplicht). De meter moet echter wel achteruit kunnen draaien of een terugleveringstelwerk bevatten. Steeds meer analoge ferrarismeters worden afgekeurd en moeten dan worden vervangen. Dan kan een slimme meter nog steeds worden geweigerd, een digitale meter met teruglevertelwerk echter niet.[4]

## Wijzigingen
De volgende wijzigingen in de regelgeving rondom het salderen hebben plaatsgevonden.
- De salderingsgrens is verlegd van 3000 kWh naar 5000 kWh per jaar (amendement Samsom).
- De energieleverancier is verplicht 5000 kWh te salderen tot een maximum van het eigen gebruik.
- Per 1 juli 2013 is de grens van 5000 kWh vervallen en kan onbeperkt gesaldeerd worden, waarbij per consument een maximum geldt zo hoog als het eigen verbruik.
- Voor de teruglevering die buiten de salderingsnormen valt, is de leverancier verplicht een redelijke terugleververgoeding te geven.[5]
- Salderen via een (oude) analoge ferrarismeter is toegestaan.
- Per 1 januari 2027 wordt de salderingsregeling afgeschaft.

## Voordelen
- De salderingsregeling is financieel gunstig waardoor vooral bij woningen de uitbouw van photovoltarische energie versnelt. Andere consumenten profiteren door het hogere elektriciteitsaanbod van de lagere elektriciteitsprijs. Dit effect wordt echter flink afgezwakt doordat eerst de energieleverancier van de lagere prijs profiteert welke dan uiteindelijk in een lagere prijs verrekend kan worden. Het salderingsvoordeel bestaat uit het voor de zelfde prijs terug afnemen van de, vooral in de zomer, aan het net geleverde kWh's en het niet hoeven betalen van energiebelasting, opslag duurzame energie en btw aan de overheid.
- Een indirect voordeel is dat veel PV-bezitters extra stroom gaan verbruiken als hun panelen veel stroom produceren in plaats van stroom afnemen wanneer deze fossiel moet worden opgewekt of het lokaal elektriciteitsnet kan worden overbelast.

## Nadelen
- Het niet hoeven betalen van energiebelasting, opslag duurzame energie en btw voor de terug afgenomen kWh's drukt op de rijksbegroting en wordt dus opgebracht door de elektriciteitsverbruikers zonder PV-panelen.
- Dankzij de salderingsregeling is vooral in de winter voor de saldeerder de elektriciteit kunstmatig goedkoop (de terugleververgoeding is immers vrijwel altijd lager dan de prijs voor afgenomen stroom). Dat is alleen gunstig als die goedkope elektriciteit dan ook verstandig wordt gebruikt, zoals bijvoorbeeld voor warmtepompen of elektrische auto's. Maar bijvoorbeeld niet voor elektrische kachels e.d..
- Behalve voor de fiscus is de salderingsregeling ook ongunstig voor het energiebedrijf en dus haar overige klanten. Het energiebedrijf is immers verplicht om in de zomer de veelal goedkope PV-kWh's af te nemen en dan goedkoop, op een groeiend aantal momenten zelfs met een negatieve prijs, door te verkopen. Vervolgens is het energiebedrijf verplicht om diezelfde kWh's, maar dan voor een veel hogere prijs, aan de saldeerder terug te leveren. Ook deze kosten worden uiteindelijk opgebracht door niet PV-eigenaren in een algemene hogere elektriciteitsprijs. Het CDA heeft daar kamervragen overgesteld.[6] Sommige energiebedrijven compenseren dit met het in rekening brengen van terugleveringskosten, ook wel terugleverheffing of terugleverboete genoemd. Deze voorkomt dat mensen zonder zonnepanelen meebetalen aan de te ruime salderingsregeling voor mensen met zonnepanelen.[7][8] Bij dynamische uurtarieven (dynamisch energiecontract; er is een prijs per kWh voor elk uur van de dag; deze 24 prijzen worden de dag ervoor bekendgemaakt[9]) voor zowel verbruik als teruglevering doen deze complicaties zich niet voor.
- Door de salderingsregeling worden saldeerders niet meer gestimuleerd om hun eigen opgewekte energie direct zelf te gebruiken, of om die op te slaan in bijvoorbeeld een thuisbatterij. De grote hoeveelheid energie die tijdens zonuren wordt geproduceerd veroorzaakt daardoor overbelasting van het elektriciteitsnet.

## Verworpen afbouw
Minister Wiebes was van plan de salderingsregeling op 1 januari 2021 te vervangen door een terugleversubsidie. In april 2019 gaf de minister echter aan dat vervanging door een terugleversubsidie (thans) te ingewikkeld is en de salderingsregeling pas vanaf 2023 wordt afgebouwd tot 2031. Voor het directe eigen gebruik van opgewekte elektriciteit (of eigen opslag daarvan) verandert er niets (wat de leverancier ook met de slimme meter trouwens niet kan meten). Voor door de klant geleverde elektriciteit die op een ander tijdstip afgenomen wordt gaat dan echter een versoberde regeling gelden. Alle kleinverbruikers die elektriciteit opwekken zullen moeten gaan beschikken
over een elektriciteitsmeter die de afname van, en het invoeden aan het elektriciteitsnet afzonderlijk kan meten.
Het argument daarbij is, dat eigenaren van zonnepanelen over de teruggeleverde energie geen energiebelasting betalen. Daarbij maakt het voor de afnemer niet uit wanneer in het jaar er stroom wordt afgenomen. Dus als de gemiddelde afname nul is, valt er ook niets te betalen. Het "belastingvoordeel", de uitgespaarde belasting door eigen opwek, voor de groeiende groep salderende particulieren, komt jaarlijks neer op 40 miljoen euro. Dit bedrag komt niet meer als energiebelasting bij de overheid binnen en de overheid moet dat langs een andere weg compenseren. Het argument zou zijn dat dit wordt gefinancierd door mensen die niet in het bezit zijn van zonnepanelen. Vaak zijn dit lagere inkomens die weinig of geen zonnepanelen hebben, en daardoor de prijs zouden betalen voor hogere inkomens met zonnepanelen. Door dit argument pleit minister Kamp voor een versobering van de salderingsregeling vanaf 2020. Wel gaf minister Kamp aan dat er voor mensen die al geïnvesteerd hebben in zonnepanelen een overgangsregeling moet komen. Er is echter een uit milieu- en handelsbalansoogpunt gewenste afname van binnenlands verbruikte energie waar geen belasting meer over te heffen is. Deze afname aan energiebelasting hoeft echter niet uitsluitend door de resterende energieverbruikers te worden opgebracht, maar zou via de algemene middelen op een algemene lastenverhoging in de orde van 0,01% uitkomen.
Na een motie in de Tweede Kamer heeft minister Kamp in 2017 besloten om de salderingsregeling tot 2023 te verlengen. In de Kamerbrief daarover wordt ingegaan op een aantal varianten die na 2023 gekozen kunnen worden.
Het wetsvoorstel Afbouw salderingsregeling voor kleinverbruikers is verworpen.

## Afschaffing
Op 17 december 2024 heeft de Eerste Kamer ingestemd met de Wet beëindiging salderingsregeling, die daarmee definitief is geworden. Volgens deze wet wordt de salderingsregeling per 2027 afgeschaft. Er is geen afbouwperiode. Vanaf 2027 ontvangen zonnepanelenbezitters alleen nog een "redelijke vergoeding" voor hun teruggeleverde elektriciteit. In de wet is vastgesteld dat die redelijke vergoeding tot 2030 minimaal 50% van de voor de te leveren elektriciteit overeengekomen prijs bedraagt, exclusief belastingen en BTW. Al vanaf 2026 mogen volgens de Energiewet de analoge ferrarismeters niet meer gebruikt worden, en die zullen dus vervangen worden door digitale- of slimme meters.

## Coöperatief produceren en consumeren
Een andere vorm is "zelflevering"; het coöperatief produceren en consumeren van (duurzame) energie door middel van door burgers geëxploiteerde installaties voor energie, bijvoorbeeld windmolens en zonnepanelen. Deze vorm is omgeven door grijze gebieden hoewel in de Tweede Kamer bij herhaling moties zijn aangenomen om helderheid te creëren.
Er zijn in Nederland twee initiatieven ondernomen om helderheid te scheppen. Beide hadden ten doel een proefproces uit te lokken. Dat is in beide gevallen mislukt:
- In Amsterdam werd het project Zon op VVE gestart.[(sinds) wanneer?] Dit project loopt maximaal 1 jaar.
- In Nijmegen werd een tijdelijk project opgezet met als doel een rechterlijke uitspraak uit te lokken. Het project werd echter in het Lenteakkoord gedoogd.